# AirNow
Airnow é uma empresa aérea americana de carga com sede em Bennington, Vermont.  Ela opera serviços de carga regulares e charter em todo o nordeste dos Estados Unidos, Sua base principal é o Aeroporto William H. Morse em Bennington.

## História
A companhia foi criada em 1957 e era conhecido anteriormente como Business Air.

## Frota
A frota da Airnow inclui as seguintes aeronaves:
- 11 Embraer EMB-110 Bandeirante P1
- 1  Embraer EMB-110 Bandeirante P2
- 5 Cessna Caravan 675[3]

## LIgações externas
Site Oficial (em inglês)